# Rijksweg 4
Rijksweg 4, ook wel A4 is een rijksweg uitgevoerd als autosnelweg in Nederland. De weg loopt van knooppunt De Nieuwe Meer bij Amsterdam tot knooppunt Benelux bij Pernis en van Klaaswaal naar België ter hoogte van Zandvliet.
Tussen Amsterdam en knooppunt Ypenburg valt de A4 samen met de E19, de snelweg van Amsterdam naar Parijs, tussen knooppunt Zoomland en knooppunt Markiezaat valt de A4 samen met de E312. Hoewel het snelwegtraject tussen Klaaswaal en knooppunt Sabina tot Rijksweg 4 behoort, is dit bewegwijzerd als A29. Aansluitend, ter hoogte van Bergen op Zoom, valt de A4 samen met de A58.

## Geschiedenis
Oorspronkelijk gold de benaming Rijksweg 4 voor de als autoweg uitgevoerde rijksweg Den Haag (Benoordenhoutseweg) - Wassenaar - Sassenheim - Hoofddorp - Schiphol - Amsterdam (Oude Haagseweg). Toen een rechtstreekse autosnelweg Amsterdam - Schiphol - Hoofddorp - rotonde Ypenburg werd aangelegd, kreeg deze de benaming Rijksweg 4a. Later werd de oude Rijksweg 4 omgedoopt in Rijksweg 44 en Rijksweg 4a in Rijksweg 4, met als zuidelijk eindpunt Knooppunt Ypenburg. Hierna werd op Rijswijks grondgebied de Zoomseweg als autoweg aangelegd. De naam van die weg verwees naar het beoogde eindpunt bij Bergen op Zoom. Omdat na voortschrijdend inzicht bleek dat de weg nog verder richting Antwerpen kon worden doorgetrokken en als autosnelweg werd uitgevoerd, werd deze benaming losgelaten. Uiteindelijk werd het een volwaardige autosnelweg, echter met onderbrekingen. Onder meer het wegvak Delft - Knooppunt Benelux (Schiedam) ontbrak. Dit werd pas na 30 jaar van protesten volledig aangelegd (zie verderop).
Enkele punten uit geschiedenis van de A4.
- 1938: Opening van het wegvak Amsterdam – Burgerveen - Sassenheim (oude Rijksweg 4, nu Rijksweg 44).
- 1939: Opening van het wegvak Sassenheim - Oegstgeest (oude Rijksweg 4, nu Rijksweg 44).
- 1940: Opening van het wegvak Oegstgeest - Wassenaar (oude Rijksweg 4, ook Rijksstraatweg geheten, nu Rijksweg 44)
- 1954: Opening van het wegvak Leiden-Zuid - Wassenaar (oude Rijksweg 4; nu Rijksweg 44).
- 1956: Opening van het wegvak Oegstgeest - Leiden-Zuid (oude Rijksweg 4; nu Rijksweg 44).
- 1958: Opening van het traject Hoogmade – Verkeersplein Leidschendam, thans Prins Clausplein (Rijksweg 4a; nu Rijksweg 4).
- 1960: Opening van het wegvak Roelofarendsveen – Hoogmade (Rijksweg 4a; nu Rijksweg 4). Dit wegvak ligt ter hoogte van Roelofarendsveen deels op het traject van de inmiddels opgeheven spoorlijn Hoofddorp - Leiden Heerensingel. Hier is rond deze locatie niks meer van te zien.
- 1961: Opening traject knooppunt Burgerveen – Roelofarendsveen (Rijksweg 4a; nu Rijksweg 4).
- 1966: Opening wegvak Schipholtunnel – Hoofddorp (Rijksweg 4).
- 1967: Opening van het traject knooppunt Kethelplein – Pernis (Rijksweg 4).
- 1972: Opening wegvak tussen Pernis en knooppunt Benelux.
- 1986: Opening van het wegvak Plaspoelpolder – Rijswijk als autoweg.
- 1993: Opening traject knooppunt Markiezaat – België.
- 1998: Verbreding Schipholtunnel naar 2 × 4 rijstroken.
- 1999: Opening traject Delft-Zuid – Den Haag-Zuid.
- 2003: Opening knooppunt De Hoek.
- 2010: Verbreding wegvak Leiden – Burgerveen naar 2 × 3 rijstroken.
- 2014: 24 november: ingebruikname traject Dinteloord – Halsteren. 1 december: opening verbreding ten zuiden van Leiden, samen de hoofd- en parallelrijbanen.
- 2015: 18 december: opening wegvak Schiedam – Delft, waaronder de Ketheltunnel, in de richting van Delft. Op 21 december ook in de richting van Schiedam.
- 2018: Verbreding wegvak Leiden – Den Haag naar 2 × 4 rijstroken in verband met de aanleg van de N434.[3]
- 2024: Opening knooppunt Hofvliet.

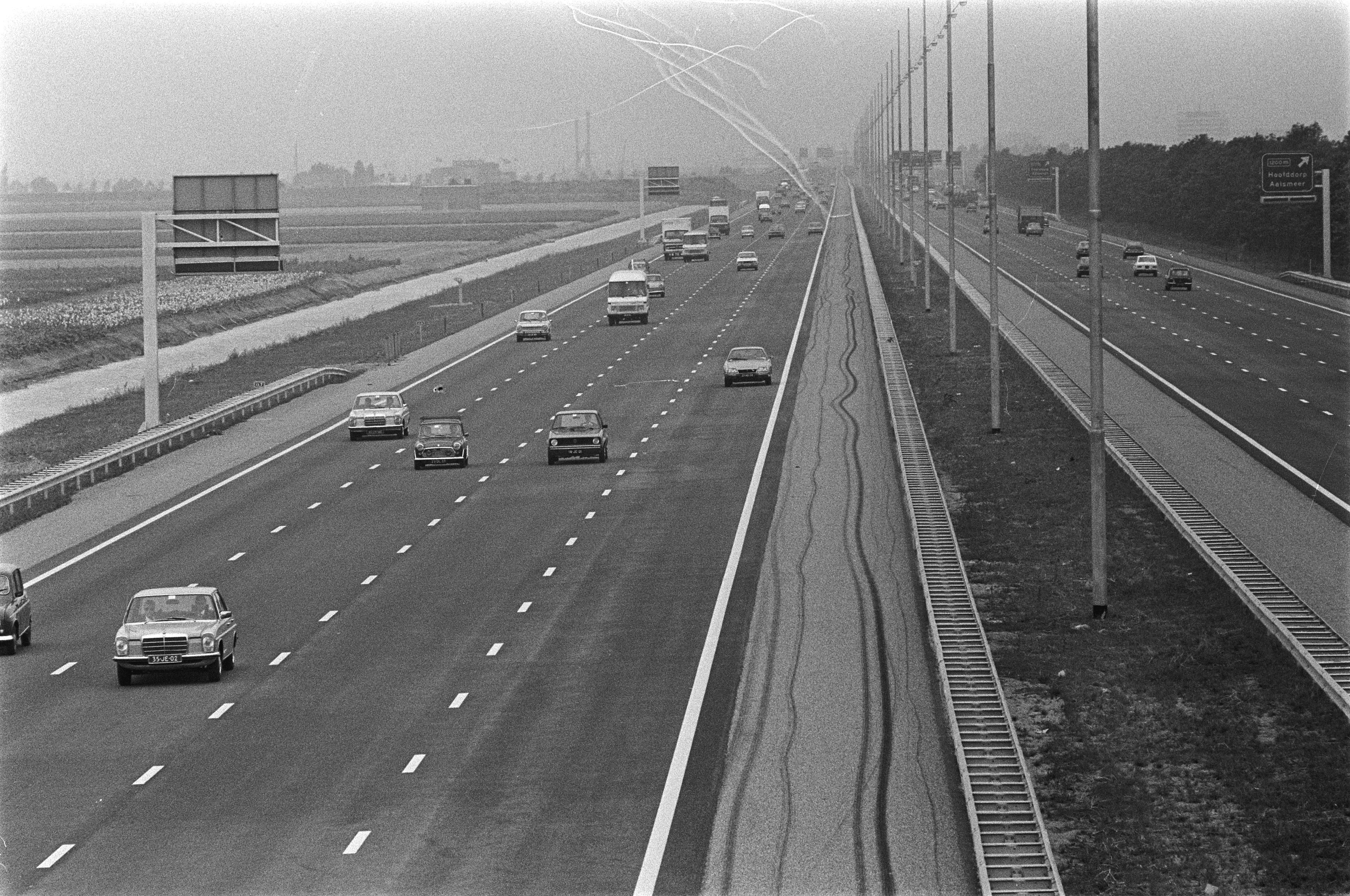
Nabij Aalsmeer (1976)
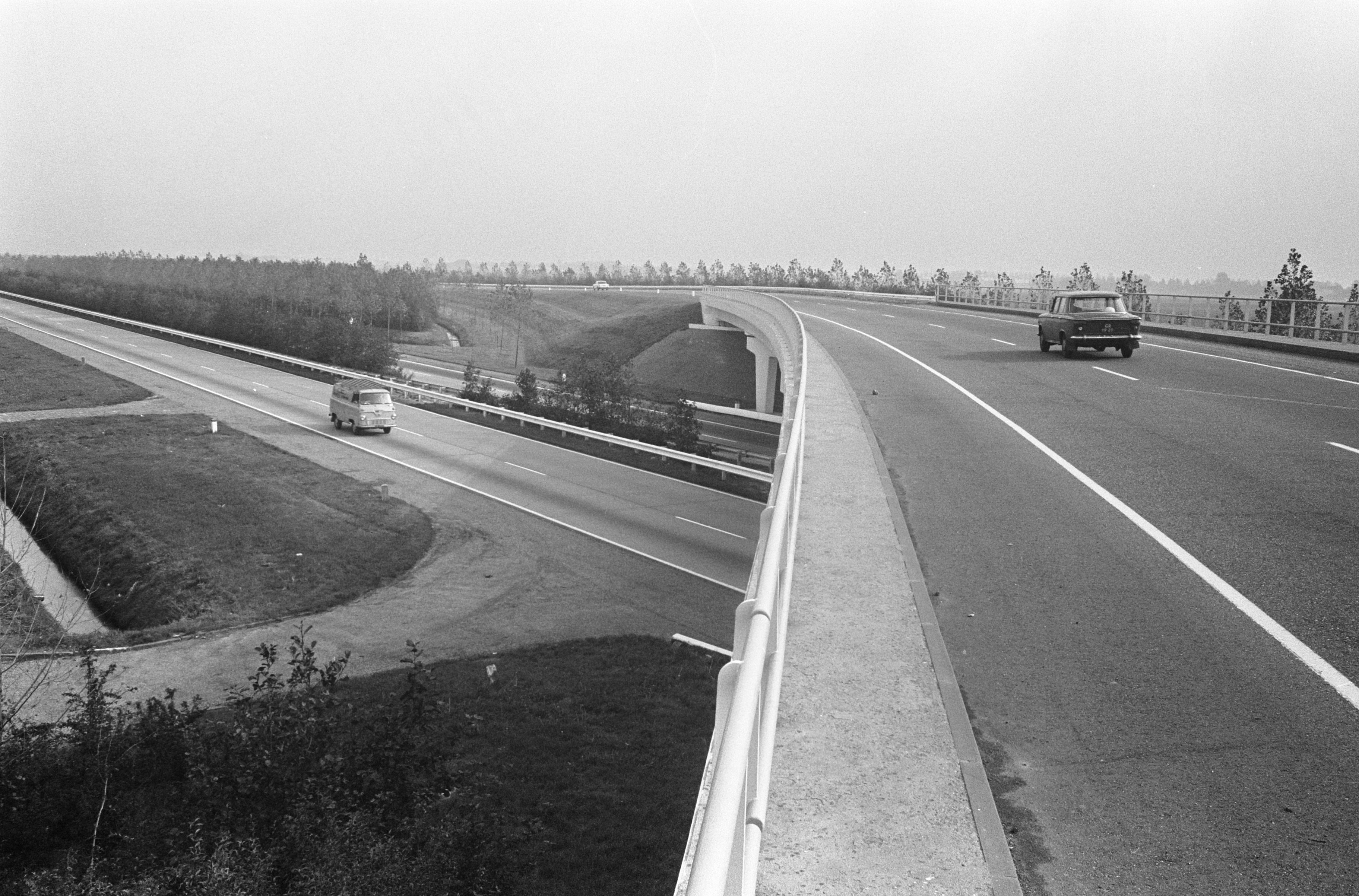
Nabij Nieuw-Vennep (1966)
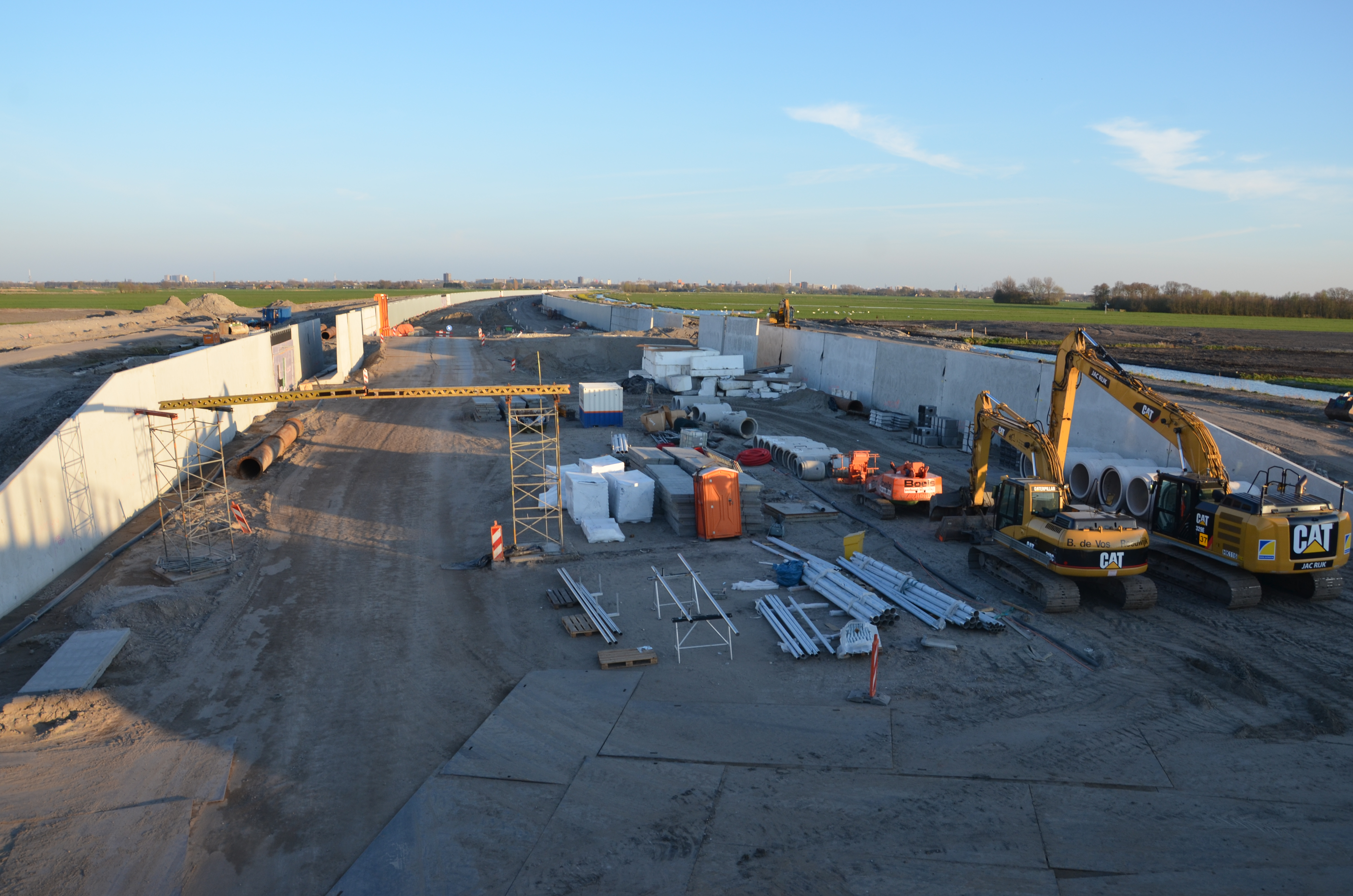
Aanleg A4 Midden-Delftland (2015)
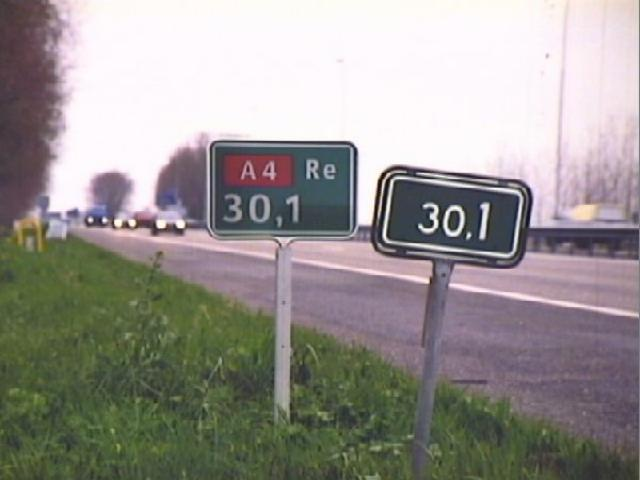
'Oud' en 'nieuw' hectometerbord (2000)

### Wegvak Plaspoelpolder - Rijswijk
Het in 1986 geopende wegvak door de Plaspoelpolder/Hoekpolder is ten gevolge van de verdiepte ligging van de A4 ten opzichte van de omliggende polders aangelegd als een polder in een polder met een eigen afwateringsconstructie via betonnen goten, waterverzamelbekkens en een extra bemaling. Aanvankelijk was dit traject, in verband met de aanwezigheid van de beweegbare brug 't Fortuin, als autoweg uitgevoerd. Nadat de brug tot vaste oeververbinding was omgebouwd, kreeg het wegvak de status van autosnelweg. Tijdens de aanleg van dit traject zijn veel archeologische vondsten uit de nieuwe steentijd gedaan.
Dit deel van de A4, vanaf knooppunt Ypenburg in zuidelijke richting, werd in de ontwerpfase Zoomseweg genoemd, naar het einde van de route bij Bergen op Zoom. Toen de A4 verder zuidwaarts werd doorgetrokken, heeft men deze naam laten varen. De benamingen Rijksweg 19 en Beneluxbaan zijn ook in gebruik geweest.

### Knooppunt Burgerveen – Leiden
In 2001 werd gestart met verbreding van het wegvak tussen knooppunt Burgerveen en Leiden (ca. 14 km).
Op 25 juli 2007 deed de Raad van State uitspraak dat het tracébesluit voor het verbreden van de A4 tussen Zoeterwoude-Dorp en Hoogmade werd vernietigd omdat onvoldoende onderzoek was gedaan naar de luchtkwaliteit. Deze zaak was aanhangig gemaakt door onder andere Milieudefensie en elektronicaproducent JVC. Door dit besluit werden de werkzaamheden tussen Zoeterwoude-Dorp en Hoogmade voor onbepaalde tijd stilgelegd; de reeds aangevangen werkzaamheden voor het verbreden van de A4 tussen Burgerveen en iets ten zuiden van de Ringvaart bleven ongemoeid. Na een spoedwet en een versnelde procedure werden uiteindelijk de werkzaamheden voor het zuidelijke deel officieel gestart op 23 september 2009.
Het noordelijke deel is gereedgekomen in 2010, het middendeel was – samen met de HSL – gereed in 2006 en het zuidelijke deel is voltooid op 1 december 2014.

### Dinteloord – Halsteren
De werkzaamheden op het ontbrekende gedeelte tussen Dinteloord en Klutsdorp zijn in 2011 begonnen. Rijkswaterstaat had eerder al een tijdelijke aansluiting op de N259 bij Klutsdorp geopend. Dit wegvak is na voltooiing van de werkzaamheden op 24 november 2014 in gebruik genomen.

### Delft – Schiedam
Over dit 7 kilometer lange stuk weg is al sinds de jaren 50 gediscussieerd. Vooral de gemeente Schiedam heeft de uitvoering van de plannen tot aanleg jarenlang weten te vertragen. Er waren enkele zorgpunten die critici hadden bij de aanleg van de weg, zoals de luchtkwaliteit bij de tunnelmonden van de tunnel tussen Schiedam en Vlaardingen. Ook was de inpassing van de weg ter hoogte van de Delftse wijk Tanthof West volgens tegenstanders niet voldoende. Ten slotte vreesden tegenstanders dat de waarde van Midden-Delfland als 'stiltegebied' geheel verloren zou gaan bij aanleg van de weg.

#### Besluitvorming
In 2001 schrijft de provincie Zuid-Holland onder voorzitterschap van Gedeputeerde Marnix Norder in samenwerking met overheden en maatschappelijke organisaties het rapport 'Kansen benutten, impasses doorbreken’. Dit plan, “Plan Norder” gaat uit van de aanleg van de A4 Delft-Schiedam inclusief plannen die de kwaliteiten van Midden-Delfland zouden moeten versterken. Dit vormt de basis voor de Integrale Ontwikkeling tussen Delft en Schiedam (IODS). Het programma houdt in dat gelijk met de aanleg van de A4 Delft – Schiedam ook wordt geïnvesteerd in de kwaliteit van Midden-Delfland en de stedelijke inpassing van de A4 Delft-Schiedam tussen Schiedam en Vlaardingen. In het programma IODS zijn afspraken gemaakt over de inpassing van de A4 vanaf het Kethelplein bij Schiedam tot aan Delft. Naast infrastructuur zou dankzij IODS ook voorzien worden in nieuwe natuur in Midden-Delfland en nieuwe recreatieve voorzieningen. Daarnaast zouden verspreid liggende, oude kassen worden gesaneerd en krijgt de melkveehouderij impulsen voor een duurzame en economisch gezonde bedrijfsvoering. IODS is een samenwerkingsverband tussen Rijk, provincie Zuid-Holland, lokale overheden en verschillende maatschappelijke organisaties zoals Natuurmonumenten en de ANWB. Provincie Zuid-Holland coördineert en regisseert IODS.
In 2006 werd het IODS-convenant ondertekend door zestien partners, gevolgd door de minister, gedeputeerde Martin van Engelshoven-Huls, wethouders van de gemeenten Schiedam, Vlaardingen, Delft en Midden-Delfland alsook bestuurders van de Stadsregio Rotterdam, het Stadsgewest Haaglanden en het Hoogheemraadschap van Delfland; ook vertegenwoordigers van VNO-NCW West, de ANWB, LTO-Noord, Vereniging Natuurmonumenten, de Milieufederatie Zuid-Holland en Stichting Woonplus ondertekenden. Hiermee was IODS niet meer een idee, maar werd het ook voorzien van financiën om alle projecten inclusief een ingepaste A4 uit te voeren.
Op 3 september 2009 maakte minister Camiel Eurlings bekend dat het kabinet had besloten de A4 tussen Delft en Schiedam aan te leggen. In het uiteindelijke plan wordt de weg deels half en deels geheel verdiept aangelegd en er komt een tunnel. Zo is de weg niet zichtbaar op het maaiveld en wordt de geluidsproductie gereduceerd. Hierop startte onder meer de gemeente Schiedam een bezwaarprocedure tegen het besluit.
Op 2 september 2010 tekenen Minister Eurlings, Gedeputeerde Van Engelshoven Huls en de IODS-partijen een bestuurlijke overeenkomst IODS gelijktijdig met de ondertekening van het Tracebesluit A4 door Eurlings en minister Huizinga van VROM. Hiermee zijn de IODS-eisen vertaald in uitvoeringsprojecten die gelijktijdig met de aanleg van de A4 Delft-Schiedam worden uitgevoerd. Voor de uitvoering is de minister van Infrastructuur en Milieu verantwoordelijk. In de bestuurlijke overeenkomst zijn ook afspraken gemaakt over extra projecten en gedetailleerde afspraken over extra inpassingsmaatregelen voor onder meer ecologie en geluid. In september 2010 is het definitieve besluit genomen, en de Raad van State verwierp alle bezwaren op 6 juli 2011.

#### Uitvoering
Het wegvak Delft – Schiedam is aangelegd door Boskalis, Heijmans en VolkerWessels onder de naam A4ALL, naar een ontwerp van ZJA. Het startschot is gegeven op 26 april 2012. De openstelling van de A4 Midden-Delfland vond plaats op 18 en 21 december 2015. De rijbaan richting Delft ging als eerste open, drie dagen later volgde de rijbaan richting Schiedam.
De aanleg zou uiteindelijk €891 miljoen euro hebben gekost.

## Toekomst

### Knooppunt Benelux – Klaaswaal – Knooppunt Sabina
Het enige nog ontbrekende wegvak is dat van Knooppunt Benelux tot de aansluiting op de A29 bij Klaaswaal. In 1961 werd al een tracébesluit genomen voor de aanleg. Er ligt ook al een dijklichaam tussen Hoogvliet en Poortugaal. In de Hoeksche Waard liggen de rijbanen van de A29 ter hoogte van Klaaswaal over een afstand van een paar honderd meter van elkaar gescheiden, met het idee dat hier een knooppunt gerealiseerd kan worden. In 2017 werd een MIRT-onderzoek aangekondigd naar de knelpunten voor de mobiliteit ten zuiden van Rotterdam en het mogelijke nut van een A4 Benelux - Klaaswaal of alternatieven. Het onderzoek werd in 2018 opnieuw opgenomen in het MIRT.

## Weginrichting
| Traject                                           | Rijstroken                                | Maximumsnelheid                                                 |
| ------------------------------------------------- | ----------------------------------------- | --------------------------------------------------------------- |
| Knooppunt De Nieuwe Meer – Knooppunt Badhoevedorp | 2 × 3 (spitsstrook: 2 × 4)                |                                                                 |
| Knooppunt Badhoevedorp                            | 2 + 3 + 3 + 2                             |                                                                 |
| Knooppunt Badhoevedorp – Knooppunt De Hoek        | 2 + 4 + 4 + 2                             |                                                                 |
| Knooppunt De Hoek – Hoofddorp-Zuid                | 2 + 5 + 5 + 2                             | Hoofdrijbaan: (19-6 uur) Hoofdrijbaan: (6-19 uur) Parallelbaan: |
| Hoofddorp-Zuid – Knooppunt Burgerveen             | 2 × 5                                     | 19-6 uur: 6-19 uur:                                             |
| Knooppunt Burgerveen – Hoogmade                   | 2 × 3                                     | 19-6 uur: 6-19 uur:                                             |
| Hoogmade – Zoeterwoude-Rijndijk                   | 2 × 3                                     |                                                                 |
| Zoeterwoude-Rijndijk – Zoeterwoude-Dorp           | 2 + 2 + 2 + 2                             | Hoofdrijbaan: (19-6 uur) Hoofdrijbaan: (6-19 uur) Parallelbaan: |
| Zoeterwoude-Dorp – Leidschendam                   | 2 x 4                                     | 19-6 uur: 6-19 uur:                                             |
| Leidschendam – Prins Clausplein                   | 4 × 3 (spitsstrook: 3 + 3 + 3 + 4)        | 19-6 uur: 6-19 uur:                                             |
| Prins Clausplein – Knooppunt Ypenburg             | 4 × 4 (met tussenliggend 'breiwerk': 8×2) | 19-6 uur: 6-19 uur:                                             |
| Knooppunt Ypenburg – Plaspoelpolder               | 2 + 3 + 3 + 2                             |                                                                 |
| Plaspoelpolder – Den Haag-Zuid                    | 2 × 3                                     |                                                                 |
| Den Haag-Zuid – Delft-Zuid                        | 2 × 2                                     |                                                                 |
| Delft-Zuid – knooppunt Kethelplein                | 2 + 3                                     |                                                                 |
| Knooppunt Kethelplein – Beneluxtunnel             | 4 × 2                                     |                                                                 |
| Beneluxtunnel – Knooppunt Benelux                 | 3 + 2 + 2 + 3                             |                                                                 |
| Onderbreking                                      |                                           |                                                                 |
| Klaaswaal – Dinteloord                            | 2 × 2                                     | 19-6 uur: 6-19 uur:                                             |
| Dinteloord – Knooppunt Zoomland                   | 2 × 2                                     | 19-6 uur: 6-19 uur:                                             |
| Knooppunt Zoomland – Bergen op Zoom               | 3 + 2                                     | 19-6 uur: 6-19 uur:                                             |
| Bergen op Zoom – België                           | 2 × 2                                     | 19-6 uur: 6-19 uur:                                             |

### Maximumsnelheid
Op 28 juni 2013 werd op het traject Leidschendam – Zoeterwoude de maximumsnelheid 's avonds en 's nachts verhoogd naar 130 km/u. Op 28 juli werd de maximumsnelheid op het traject Hoofddorp – knooppunt De Hoek verhoogd naar 130 km/u.
Op 27 juni 2014 werd de maximumsnelheid tussen Leidschendam en Den Haag-Zuid 's avonds en 's nachts verhoogd naar 130 km/u. Een paar maanden later, op 19 december, werd de maximumsnelheid tussen Schiphol en knooppunt De Hoek verhoogd naar 130 km/u.
Op 17 juli 2015 werd de maximumsnelheid tussen Zoeterwoude-Dorp en Zoeterwoude-Rijndijk (hoofdrijbaan) 's avonds en 's nachts verhoogd naar 130 km/u.
In oktober 2015 gaf de verantwoordelijk minister aan dat ze ook op andere delen van de A4 de maximumsnelheid naar 130 km/u wil verhogen. Er is nog geen streefdatum voor dit project bekend.
In december 2015 gaf Rijkswaterstaat aan dat de maximumsnelheid op de A4 tussen Schiedam en Delft verhoogd zal worden naar 120 km/u overdag en 130 km/u 's nachts. Er is nog geen streefdatum voor dit project bekend.
In september 2017 werd de maximumsnelheid 's nachts verlaagd tussen Den Haag-Zuid en knooppunt Ypenburg van 130 km/u naar 100 km/u. Dit werd gedaan omdat er in Rijswijk te veel geluidsoverlast was. Sinds er 2019 stil asfalt is aangelegd, werd de maximumsnelheid in de avond en nacht weer verhoogd van 100 km/u naar 130 km/u.

### Traject Klaaswaal – Knooppunt Sabina
Tussen Klaaswaal en knooppunt Sabina is de snelweg nog niet als A4 bewegwijzerd, maar wordt het nummer A29 aangehouden. Bij Willemstad voegt de A59 zich voor enkele kilometers bij de A29 (A4). Bij knooppunt Sabina splitst de A59 zich weer af om verder in oostelijke richting te gaan. Hier stopt ook de nummering van de A29 en wordt weer A4 aangegeven. Dit blijft zo op het laatste deel langs Bergen op Zoom tot aan de grens met België. Tot hier wordt de weg Zoomseweg-Zuid genoemd. Daarna gaat hij over in de Belgische A12, die verder loopt naar de aansluiting op de E19 bij knooppunt Antwerpen-Noord.

## Filetop-50
Een aantal locaties van de A4 komen en kwamen voor in de filetop-50 van Rijkswaterstaat. Een leeg vak betekent dat de desbetreffende locatie niet voorkwam in de filetop-50.
| Locatie                                   | 2015 | 2014 | 2013 | 2012 | 2011 | 2010 |
| ----------------------------------------- | ---- | ---- | ---- | ---- | ---- | ---- |
| Zoeterwoude-Dorp (richting Amsterdam)     | 6    | 8    | 36   | 11   | 21   | 47   |
| Zoeterwoude-Dorp (richting Delft)         |      |      |      |      | 35   | 50   |
| Brug over de Oude Rijn (richting Delft)   |      |      |      | 36   | 1    | 1    |
| Zoeterwoude-Rijndijk (richting Amsterdam) |      |      |      |      | 9    |      |
| Zoeterwoude-Rijndijk (richting Delft)     | 39   |      |      |      |      |      |
| Hoogmade (Delft)                          |      |      |      |      | 47   |      |
| Badhoevedorp (richting Amsterdam)         | 48   |      |      |      |      |      |

## Afbeeldingen

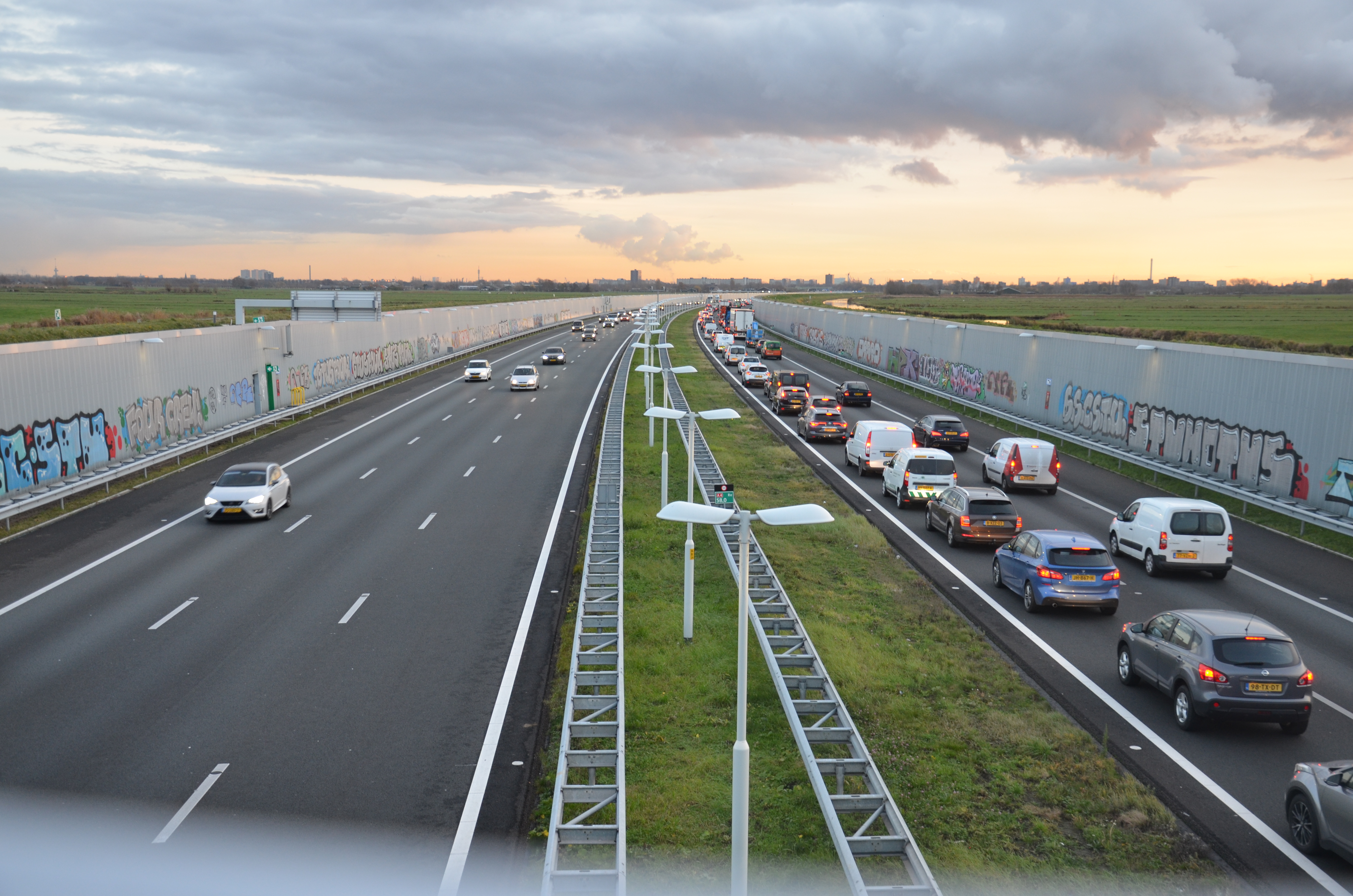
A4 ter hoogte van Midden-Delftland (2018)
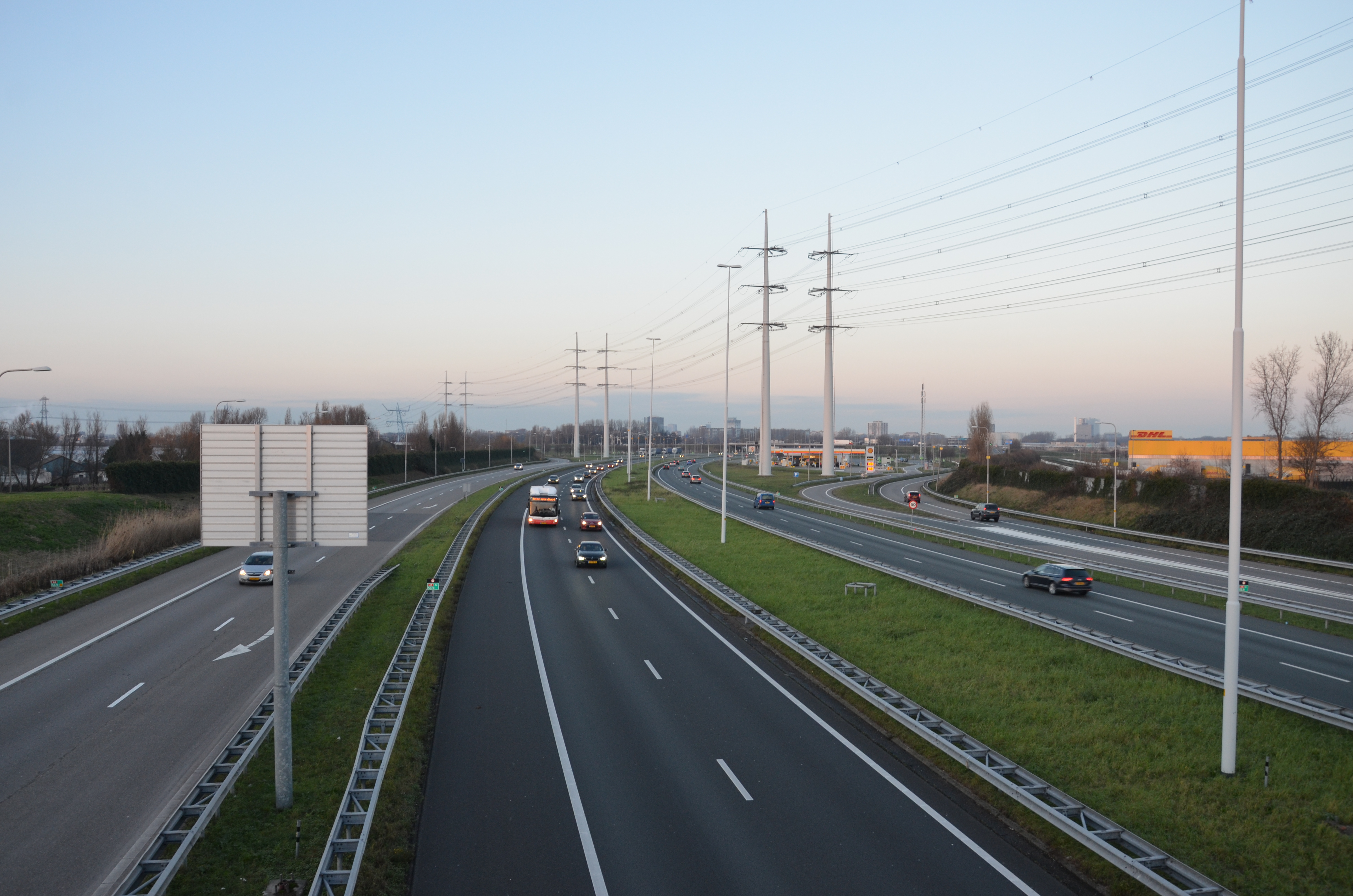
Ter hoogte van Delft (2018)
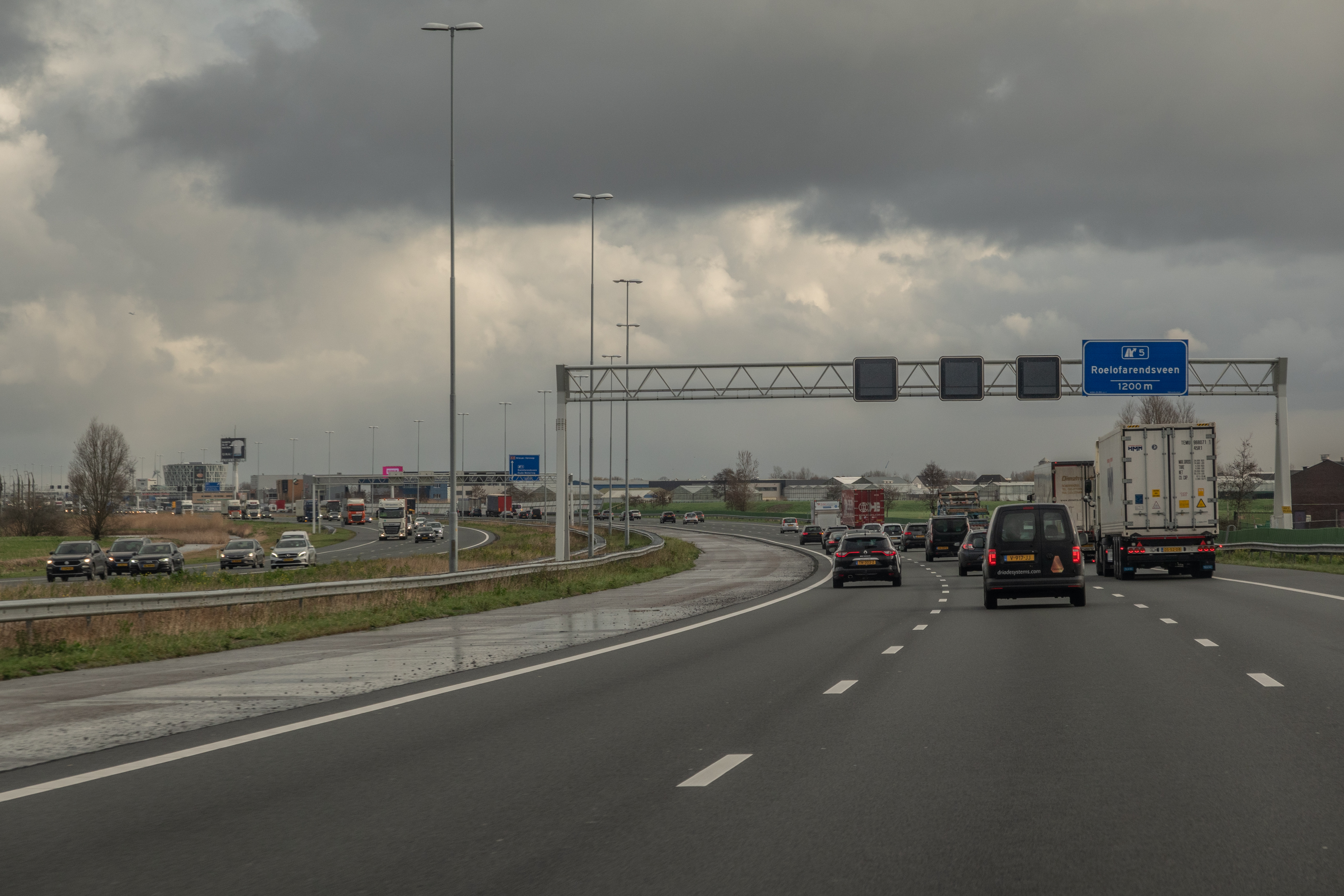
Ter hoogte van Roelofarendsveen richting Amsterdam (2020)
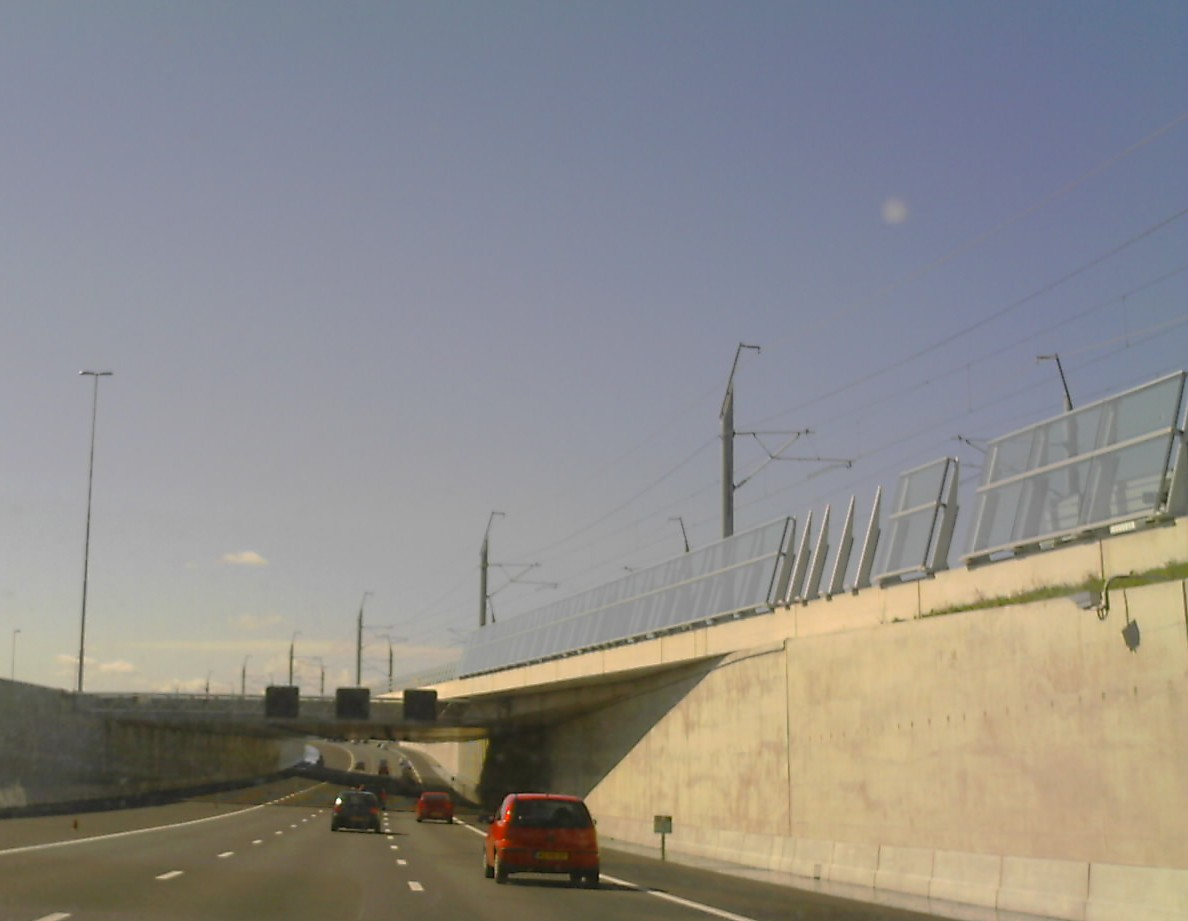
Viaduct met de Hogesnelheidslijn Schiphol - Antwerpen (2006)
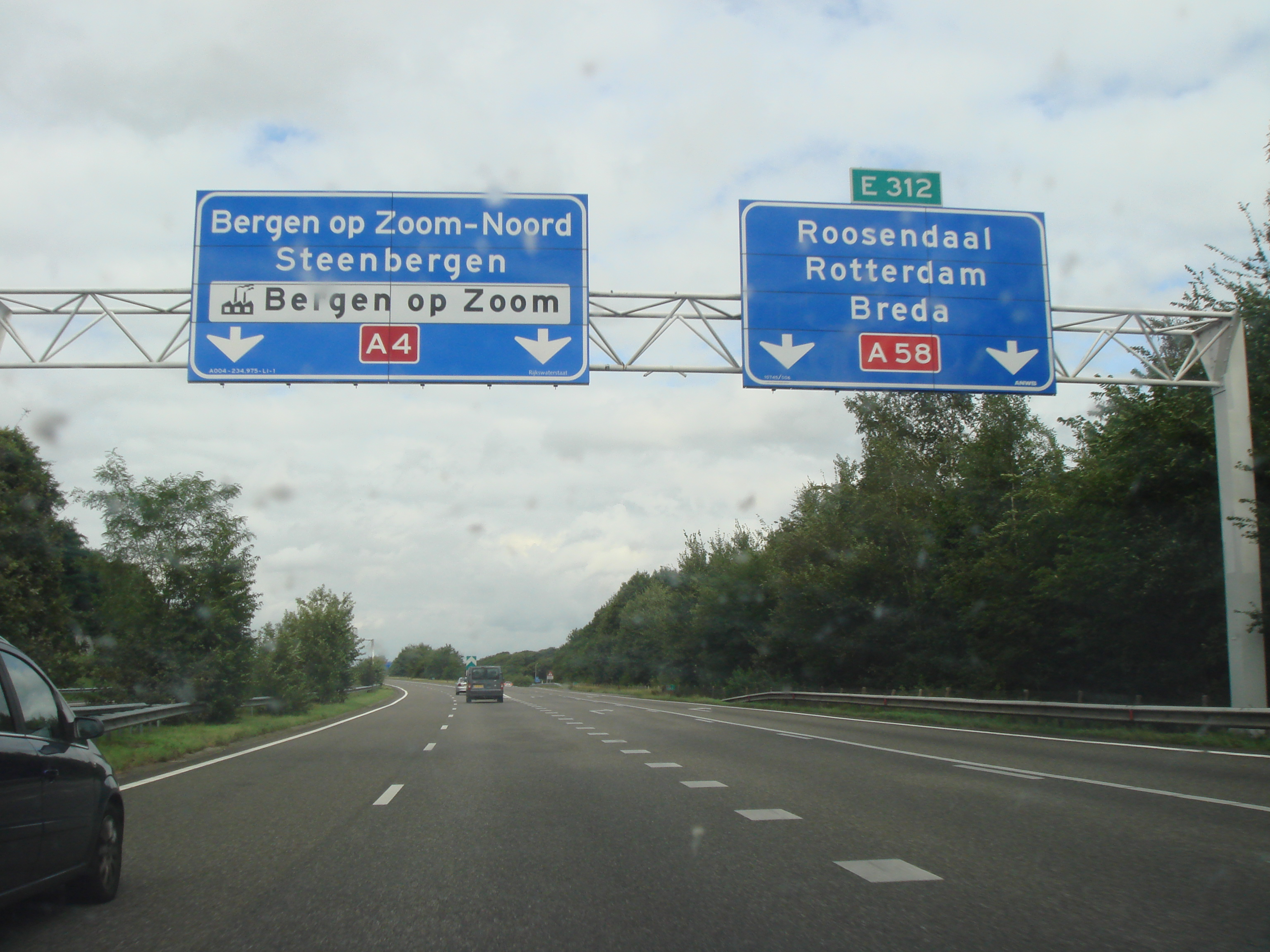
Te hoogte van Bergen op Zoom (2008)
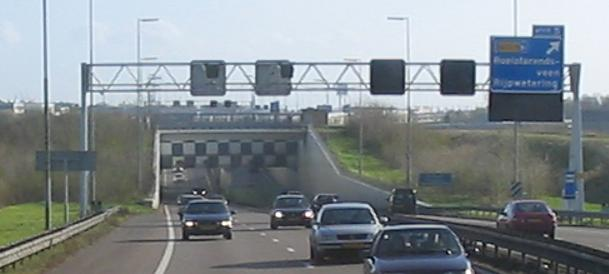
Aquaduct Ringvaart Haarlemmermeer (2005)
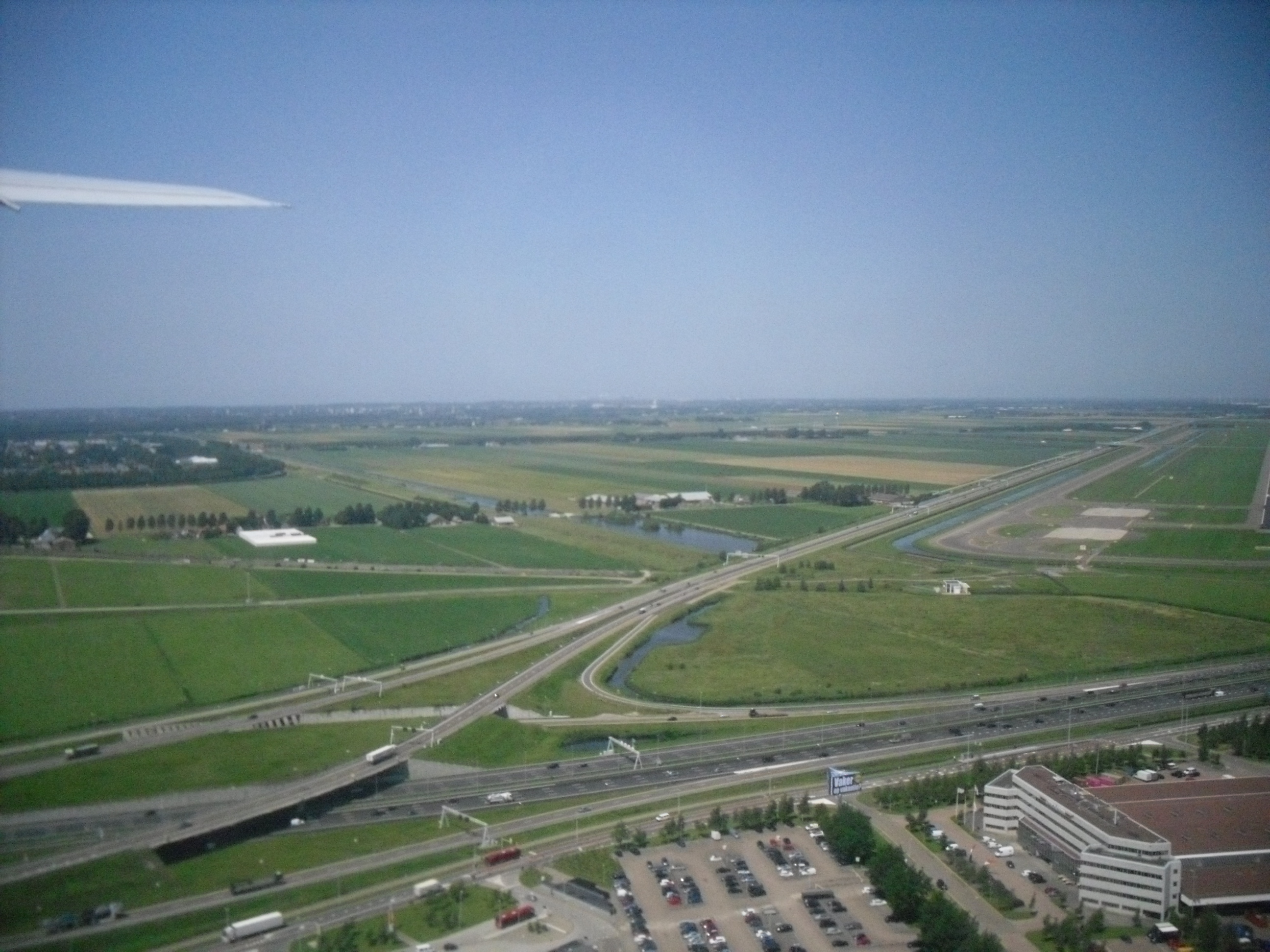
Knooppunt De Hoek (2011)

## Trivia
- De uitvoegstrook van afrit 11 (Zandvliet), die bij de Belgische A12 hoort, begint even voor de grens op Nederlands grondgebied.

Knooppunten: De Nieuwe Meer (A10) · Badhoevedorp (A9) · De Hoek (A5) · Burgerveen (A44) · Hofvliet (N434) · Prins Clausplein (A12) · Ypenburg (A13) · Kethelplein (A20) · Benelux (A15) · Hellegatsplein (N59) · Sabina (A59) · Zoomland (A58) · Markiezaat (A58)
Aansluitingen: Amsterdam-Sloten (1) · Schiphol (2) · Hoofddorp (3) · Hoofddorp-Zuid (3a) · Nieuw-Vennep (4) · Roelofarendsveen (5) · Hoogmade (6) · Zoeterwoude-Rijndijk (6a) · Zoeterwoude-Dorp (7) · Leidschendam (8) · Rijswijk-Centrum (9) · Plaspoelpolder (10) · Rijswijk (11) · Den Haag-Zuid (12) · Den Hoorn (13) · Delft (14) · Vlaardingen-Oost (16) · Pernis (17a) · Numansdorp (22) · Willemstad (23) · Dinteloord (24) · Steenbergen (25) · Tholen (26) · Bergen op Zoom-Noord (27) · Bergen op Zoom (28) · Bergen op Zoom-Zuid (29) · Hoogerheide (30)
Richting Antwerpen:
Den Ruygen Hoek · 
Bospoort · 
Peulwijk-West
Richting Amsterdam:
Frontera · 
Peulwijk-Oost · 
Aurora · 
Den Ruygen Hoek
Ringweg A10 (Ringweg-West, -Noord / -Oost / -Zuid)

Overige autosnelwegen:
voorheen Muiderstraatweg (A1) · 
Utrechtseweg (A2) · 
Haagseweg (A4) · 
Westrandweg (A5) · 
Coentunnelweg (A8) ·
Gaasperdammerweg (A9)

Stadsroutes:
S100 ·
S101 ·
S102 ·
S103 ·
S104 ·
S105 ·
S106 ·
S107 ·
S108 ·
S109 ·
S110 ·
S111 ·
S112 ·
S113 ·
S114 ·
S115 ·
S116 ·
S117 ·
S118

Overige wegen:
Gooiseweg ·
Haarlemmerweg ·
Nieuwe Leeuwarderweg ·
Nieuwe Utrechtseweg

Knooppunten:
Amstel ·
Coenplein ·
De Nieuwe Meer ·
Holendrecht ·
Watergraafsmeer